# یواس‌اس لاولیس (دی‌ئی-۱۹۸)
یواس‌اس لاولیس (دی‌ئی-۱۹۸) (به انگلیسی: USS Lovelace (DE-198)) یک کشتی بود که طول آن ۳۰۶ فوت (۹۳ متر) بود. این کشتی در سال ۱۹۴۳ ساخته شد.